# Worldwatch Institute
O WWI-Worldwatch Institute, sediado em Washington, destaca-se na promoção de uma sociedade sustentável, onde as necessidades humanas sejam atendidas sem ameaças aos ecossistemas do planeta. Busca atingir seus objetivos através de pesquisas interdisciplinares e apolíticas, montando cenários sobre as emergentes questões globais, usados por governos, universidades, empresas e ONG's, e divulgados através de publicações, editadas em vários idiomas. 
O WWI Brasil (Worldwatch Institute Brasil) publica em língua portuguesa os relatórios internacionais do instituto desde 1997.